# Dis-moi qui tu es
Pour plus de détails, voir Fiche technique et Distribution.
Dis-moi qui tu es (Min Yé) est un film malien de 2009 réalisé par Souleymane Cissé,.
Il a fait l'objet d'une projection spéciale au Festival de Cannes 2009,.

## Fiche technique
- Titre : Dis-moi qui tu es
- Titre originale : Min Yé
- Réalisateur : Souleymane Cissé
- Scénario : Souleymane Cissé
- Images
- Costumière :
- Photo :
- Montage : Youssouf Cissé, Andrée Davanture
- Musique et chansons : David Reyes
- Genre : drame
- Durée : 135 minutes
- Sortie : 2009[4]

## Distribution
- Assane Kouyaté
- Sogona Gakou
- Badra Alou Sissoko